# Fontaine-au-Bois
Fontaine-au-Bois ist eine französische Gemeinde mit 691 Einwohnern (Stand 1. Januar 2022) im Département Nord in der Region Hauts-de-France. Sie gehört zum Kanton Avesnes-sur-Helpe im Arrondissement Avesnes-sur-Helpe.

## Geografie
Die Gemeinde Fontaine-au-Bois liegt im Regionalen Naturpark Avesnois, 29 Kilometer östlich von Cambrai. Sie grenzt im Norden an Robersart, im Nordosten an Locquignol (Berührungspunkt), im Osten an Landrecies, im Süden an Ors, im Südwesten an Forest-en-Cambrésis (Berührungspunkt) und im Westen an Bousies.

## Bevölkerungsentwicklung
| Jahr                       | 1962 | 1968 | 1975 | 1982 | 1990 | 1999 | 2010 | 2013 | 2020 |
| Einwohner                  | 616  | 602  | 658  | 640  | 658  | 654  | 646  | 690  | 680  |
| Quellen: Cassini und INSEE |      |      |      |      |      |      |      |      |      |

## Sehenswürdigkeiten

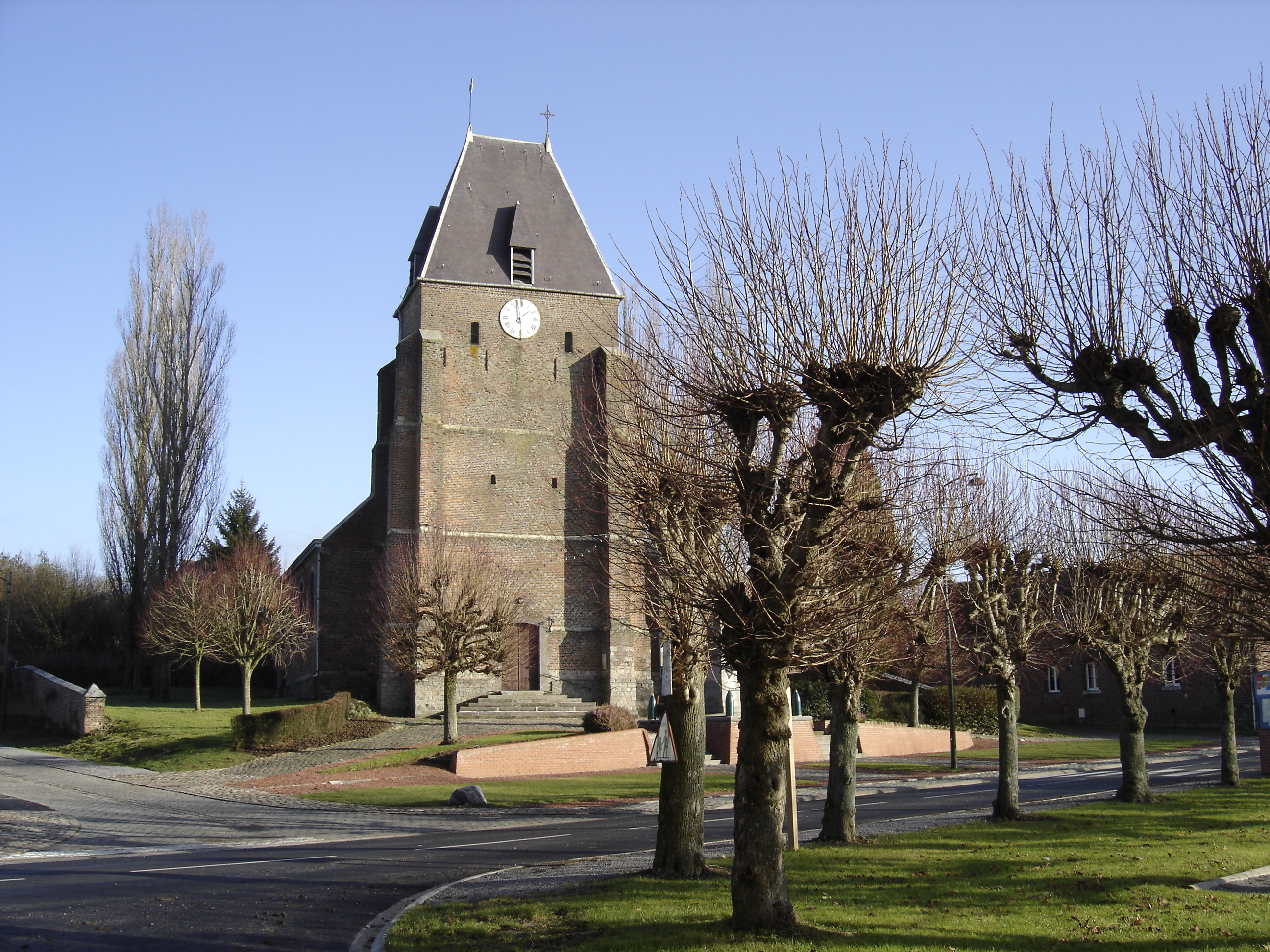
Kirche Saint-Rémy
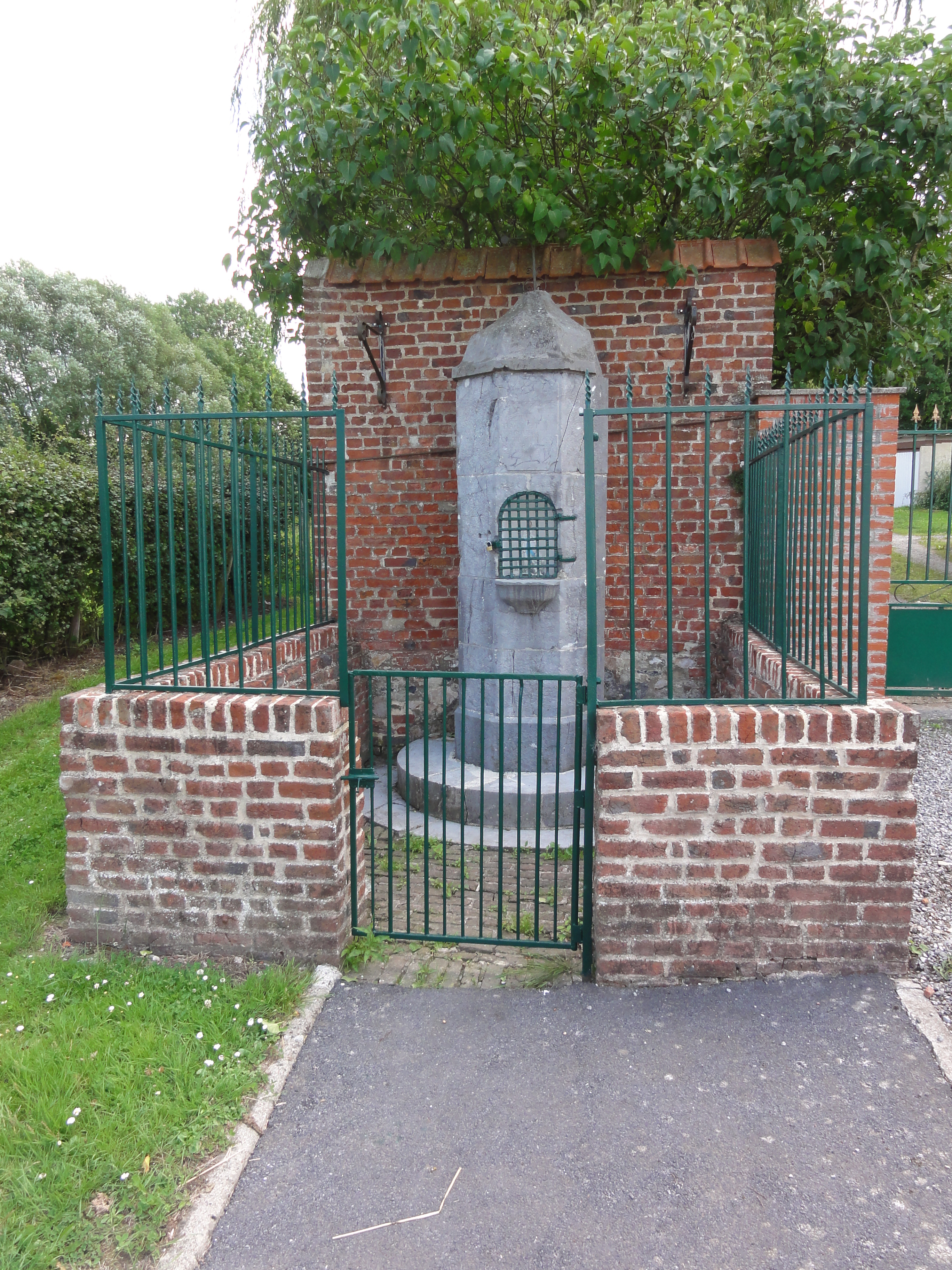
Bildstock aus dem Jahr 1749
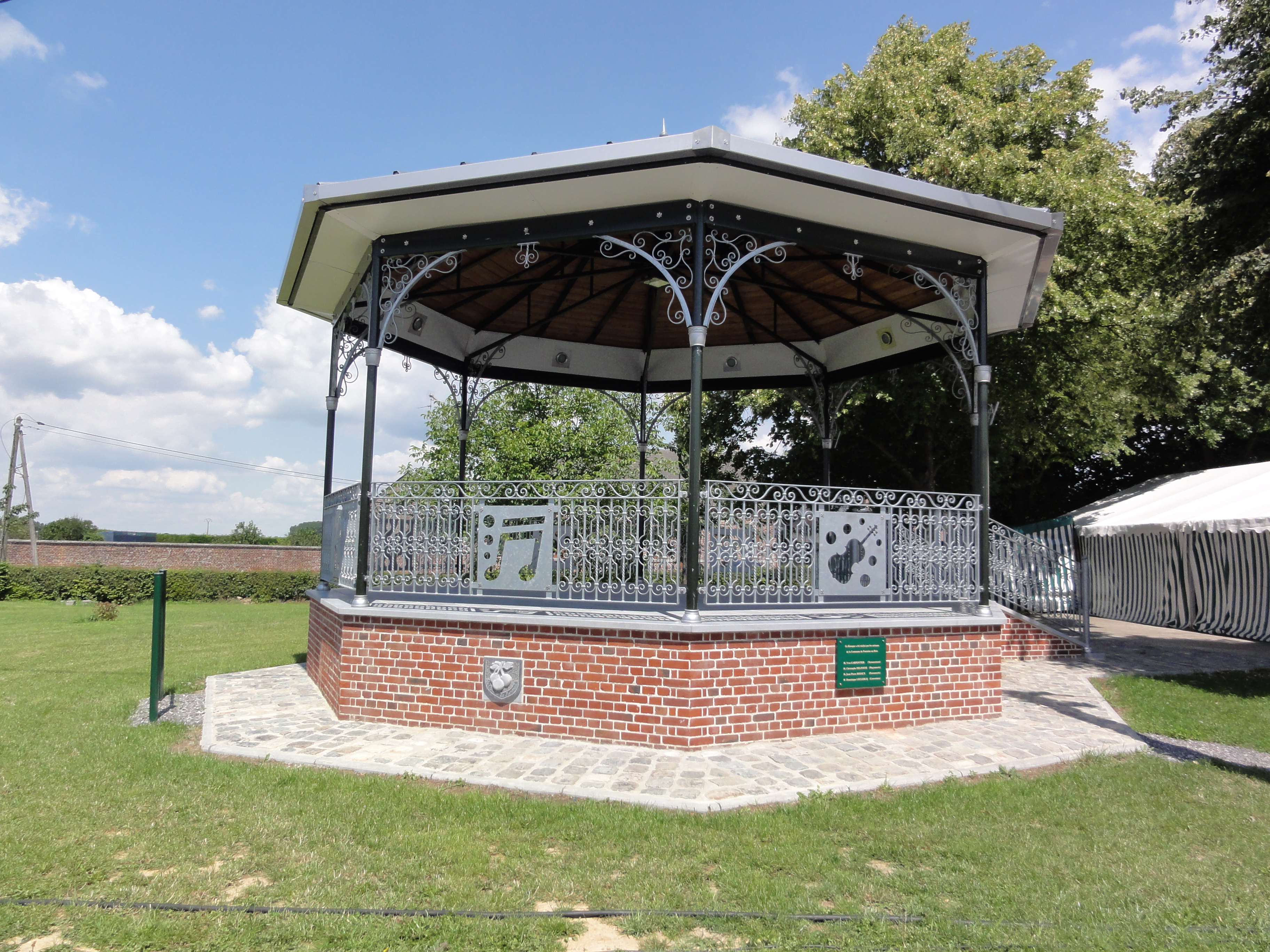
Musikpavillon
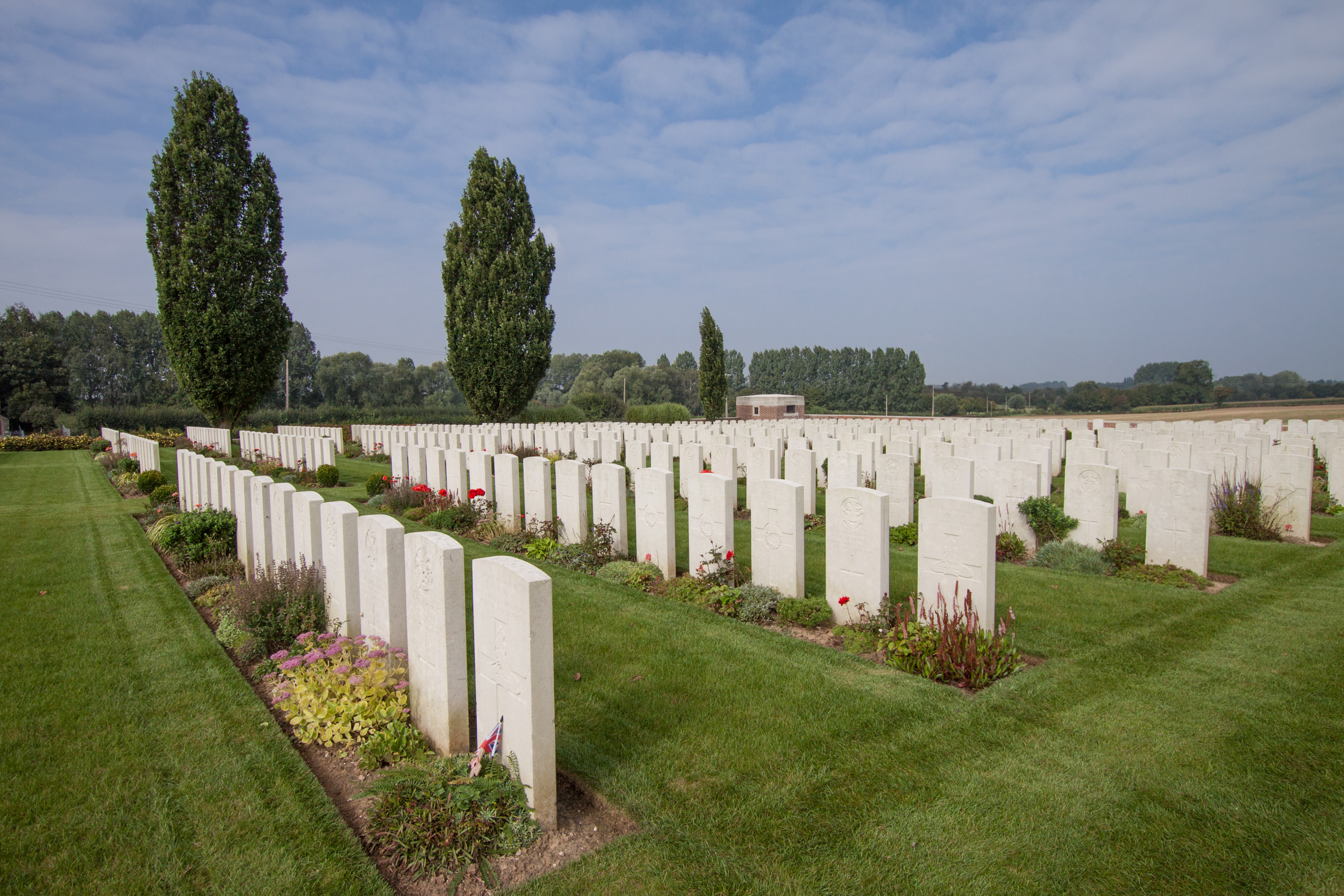
Commonwealth- Soldatenfriedhof
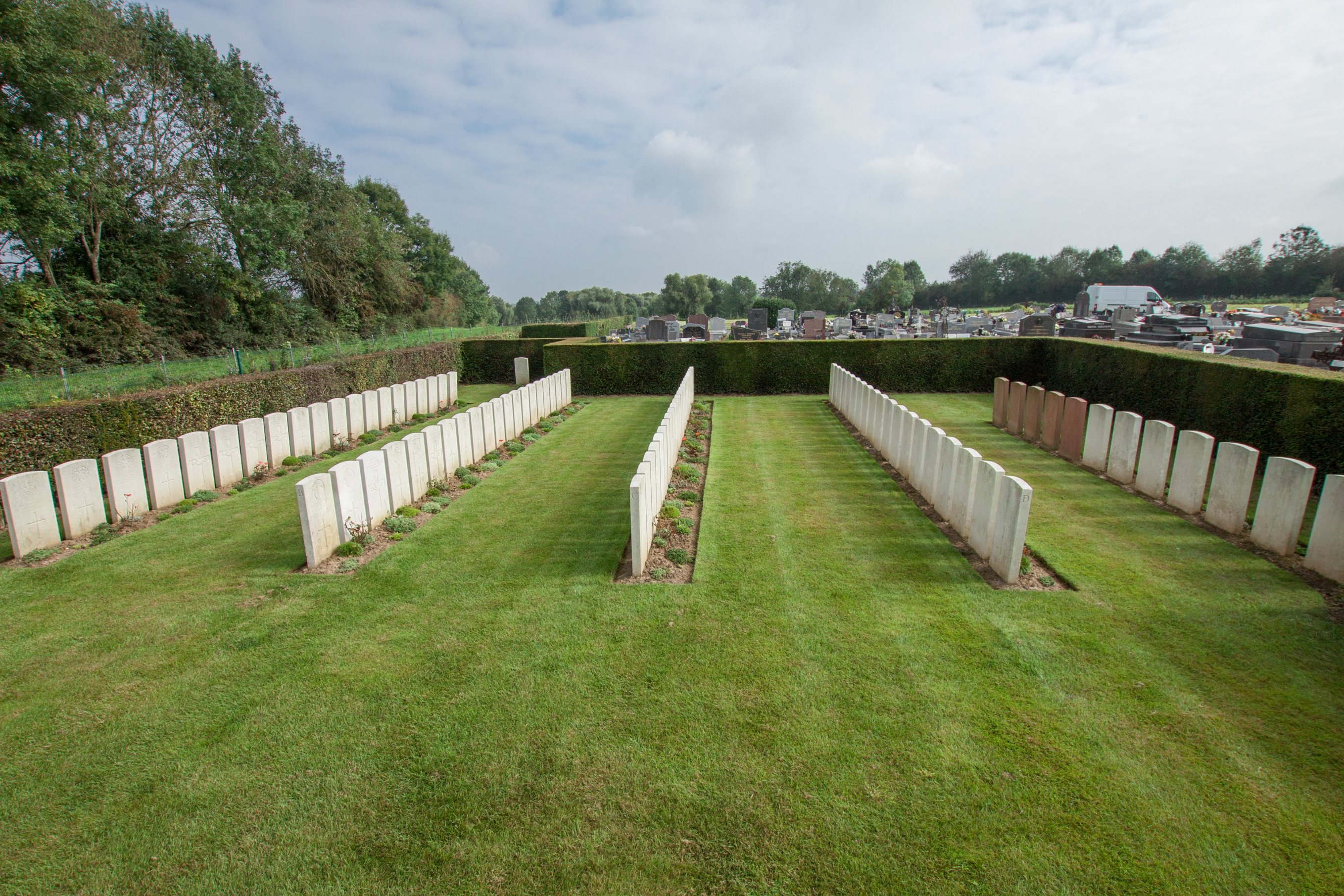
Kommunaler Soldatenfriedhof